# Karl Seutemann
Karl Seutemann (* 23. Februar 1871 in Linden; † 21. Juli 1958 in Hannover) war ein deutscher Sozialwissenschaftler, Jurist und Statistiker.

## Leben
Karl Seutemann wurde 1871 in dem im Zuge der Industrialisierung seinerzeit noch „größten Dorf Preußens“, doch bald darauf zur selbständigen Industriestadt aufsteigenden Linden geboren als Sohn eines Zahnarztes. Er wuchs in der Gründerzeit des Deutschen Kaiserreichs auf und besuchte das Lyceum I, das spätere Ratsgymnasium in Hannover. Anschließend studierte er Rechts- und Staatswissenschaften in Berlin, in Göttingen an der Georg-August-Universität sowie in Tübingen an der Eberhard Karls Universität, an der er über das statistisch beschriebenen Thema Kindersterblichkeit sozialer Bevölkerungsgruppen ... (siehe im Abschnitt Schriften) promovierte.
Ab Januar 1900 und bis zum 30. Juni 1904 arbeitete Seutemann in Dresden beim dortigen Statistischen Amt, zuletzt als Direktorialassistent. Anschließend war er ab dem 1. Juli 1907 bis zum 1. Mai 1906 in Barmen als Leiter des dortigen Statistischen Amtes tätig.
Ab dem 20. April 1907 leitete Karl Seutemann das Statistische Amt in seinem Heimatort Linden, eine Tätigkeit, die er ab dem 1. Januar 1908 auf privatrechtlicher Vertragsbasis ausführte.
Noch zur Kaiserzeit übernahm Seutemann zum 1. April 1910 die Leitung des Statistischen Amtes von Hannover, eine Stellung, die er bis zu seiner Pensionierung am 31. März 1937 innehatte.
Karl Seutemann war langjährig als Vorsitzender des Verbandes Deutscher Städtestatistiker tätig. Neben seinen Beiträgen zu allgemeinen Problemen der Statistik in Theorie und Praxis leistete er vor allem in den ersten Jahrzehnten des 20. Jahrhunderts Bedeutendes in den Bereichen Bevölkerungs-, Wohnungs- und Finanzstatistik. Mit seiner Denkschrift Lindens Entwicklung und die Finanzverhältnisse der Stadtgemeinde in den Jahren 1885 bis 1907, die er auf Veranlassung des Magistrats der Stadt Linden und unter Mitwirkung des Lindener Bürgermeisters Hermann Lodemann statistisch bearbeitete, begründete er auf wissenschaftlicher Basis die zum 1. Januar 1920 vollzogene „Eingemeindung Lindens nach Hannover“ beziehungsweise die Vereinigung der beiden bis dahin selbständigen Städte zur späteren niedersächsischen Landeshauptstadt.

## Schriften

### Auswahl
- Karl Seutemann, Wilhelm Vallentin: Westpreussen seit den ersten Jahrzehnten dieses Jahrhunderts. Ein Beitrag zur Geschichte der Entwickelung des allgemeinen Wohlstandes in dieser Provinz und ihren einzelnen Teilen, Tübingen: H. Laupp, 1893
- Kindersterblichkeit sozialer Bevölkerungsgruppen. Insbesondere im preussischen Staate und seinen Provinzen (= Beiträge zur Geschichte der Bevölkerung in Deutschland seit dem Anfange des 19. Jahrhunderts, Bd. 5), zugleich Dissertation an der Universität Tübingen, Tübingen: Laupp, 1894
- Die Legitimation unehelicher Kinder nach dem Berufe und der Berufsstellung der Eltern in Oesterreich. In: Statistische Monatsschrift, Bd. 26 (1900), S. 13–68
- Die Deutsche Wohnungsstatistik, ihr gegenwärtiger Stand und ihre Bedeutung für die Wohnungsreform, Göttingen: Vandenhoeck & Ruprecht, 1902
- Die deutsche Städtestatistik am Beginne des Jahres 1903. Dargestellt nach den Veröffentlichungen der Statistischen Aemter deutscher Städte. Beitrag des Statistischen Amtes der Stadt Dresden für die Deutsche Städteausstellung in Dresden 1903, Tübingen: H. Laupp, 1903
  - Neudruck in der Reihe Allgemeines statistisches Archiv. AStA. Journal of the German Statistical Society, Heidelberg: Physica-Verlag, 1890–2006, Bd. 6, Ergänzungs-Heft
- Das bebaute und unbebaute private Grundeigentum in Dresden und die Berufs- und Einkommensverhältnisse der Eigentümer nach einer auf das Jahr 1901 bezüglichen statistischen Untersuchung (= Mitteilungen des Statistischen Amtes der Stadt Dresden), Dresden: v. Zahn & Jaensch, 1904
- Karl Seutemann (Bearb.), Hermann Lodemann (Mitarb.): Lindens Entwicklung und die Finanzverhältnisse der Stadtgemeinde in den Jahren 1885 bis 1907. Eine statistische Denkschrift, 85 Seiten, hrsg. auf Veranlassung des Magistrats der Stadt Linden, Linden: Oppermann & Niehus, 1907
- Zählung der geschlechtskranken Personen, die in der Zeit vom 20. November 1913 bis 20. Dezember 1913 in der Stadt Hannover ärztlich behandelt sind. Den Herren Aerzten der Stadt überreicht vom Städtischen Statistischem Amte, Hannover: Städtisches Statistisches Amt, [1914]
- Statistische Maßstäbe des gemeindlichen Steuerkraftausgleichs, [Nürnberg, Karlstraße 1]: Verband der Deutschen Städtestatistiker, Ausschuss für Finanzstatistik, [1932]

### Bibliographie
- Ein Werkverzeichnis findet sich im Statistisches Jahrbuch deutscher Gemeinden, Bd. 44, 1956, S. 500–502[3]
- Friedrich Busch: Bibliographie der niedersächsischen Geschichte für die Jahre 1956 und 1957 (= Veröffentlichungen der Historischen Kommission für Niedersachsen und Bremen, Bd. 16), Hildesheim: Lax 1959, S. 3423
- Reinhard Oberschelp (Bearb.): Niedersachsen-Bibliographie. Berichtsjahr 1908 bis 1970. Systematisches Gesamtverzeichnis, Bd. 5: Einzelne Familien und Personen, Mainz-Kastel: Gaertner 1985, ISBN 978-3-923545-00-1 und ISBN 3-923545-00-2, S. 328